# Theron

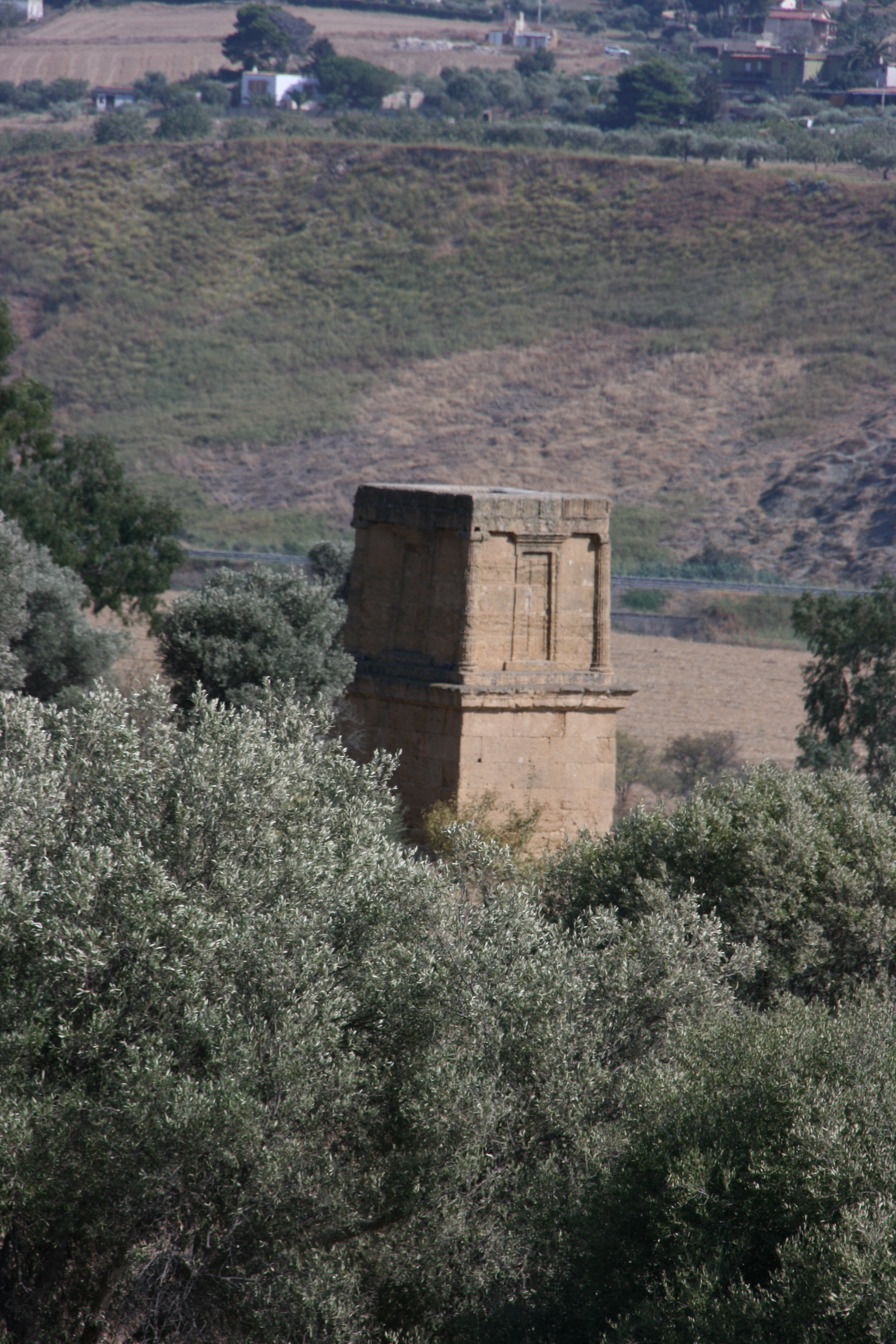
Therons grav.

Theron, envåldshärskare i Akragas (Agrigento) på Sicilien 488-472 f.Kr., slog i förening med Gelon, härskaren i Syrakusa, karthagerna under Hamilkar vid Himera (480 f.Kr.). Hans regering beröms som mild, och invånarna i Akragas, vars välstånd han ökade och vars stad han förskönade genom praktbyggnader, hyllade honom efter hans död som hero. Skalden Pindaros prisade honom i sitt 2:a och 3:e olympiska ode med anledning av en seger, som han vann vid de olympiska spelen.